# Clavulinoides
Clavulinoides es un género de foraminífero bentónico de la subfamilia Pseudogaudryininae, de la familia Pseudogaudryinidae, de la superfamilia Textularioidea, del suborden Textulariina y del orden Textulariida. Su especie tipo es Clavulina trilatera. Su rango cronoestratigráfico abarca el Paleoceno.

## Clasificación
Se han descrito numerosas especies de Clavulinoides. Entre las especies más interesantes o más conocidas destacan:
- Clavulinoides trilatera †

Un listado completo de las especies descritas en el género Clavulinoides puede verse en el siguiente anexo.